# Pierre de Bréville
Pierre Onfroy de Bréville (ur. 21 lutego 1861 w Bar-le-Duc, zm. 24 września 1949 w Paryżu) – francuski kompozytor.

## Życiorys
Ukończył studia prawnicze, następnie w latach 1880–1882 kształcił się w Konserwatorium Paryskim u Paula Dukasa i Xaviera Leroux (harmonia) oraz Théodore’a Dubois (kontrapunkt). Od 1882 do 1884 roku uczył się kontrapunktu i fugi u Césara Francka. Czterokrotnie gościł w Bayreuth. Przyjaźnił się z Claude’em Debussy’m. Od 1898 do 1902 roku prowadził wykłady z kontrapunktu w Schola Cantorum de Paris. W latach 1914–1918 prowadził klasę gry zespołowej w Konserwatorium Paryskim.
Skomponował m.in. operę Eros vainqueur (wyst. Bruksela 1910), suity orkiestrowe Nuit de decèmbre i Stamboul, uwertury do sztuk Maurice’a Maeterlincka La Princesse Maleine i Les Sept Princesses. Wspólnie z Vincentem d’Indy’m dokończył operę Césara Francka Ghiselle.